# Pend Oreille County
Pend Oreille County ist ein County im Bundesstaat Washington der Vereinigten Staaten. Das U.S. Census Bureau hat bei der Volkszählung 2020 eine Einwohnerzahl von 13.401 ermittelt. Der Sitz der Countyverwaltung (County Seat) befindet sich in Newport.

## Geographie
Das County hat eine Fläche von 3692 Quadratkilometern, davon sind 65 Quadratkilometer (1,76 Prozent) Wasserfläche. Der Pend Oreille River durchzieht das County von Newport im Süden bis zur kanadischen Grenze im Norden, etwa 15 Kilometer flussabwärts von Metaline Falls.

## Demografische Daten

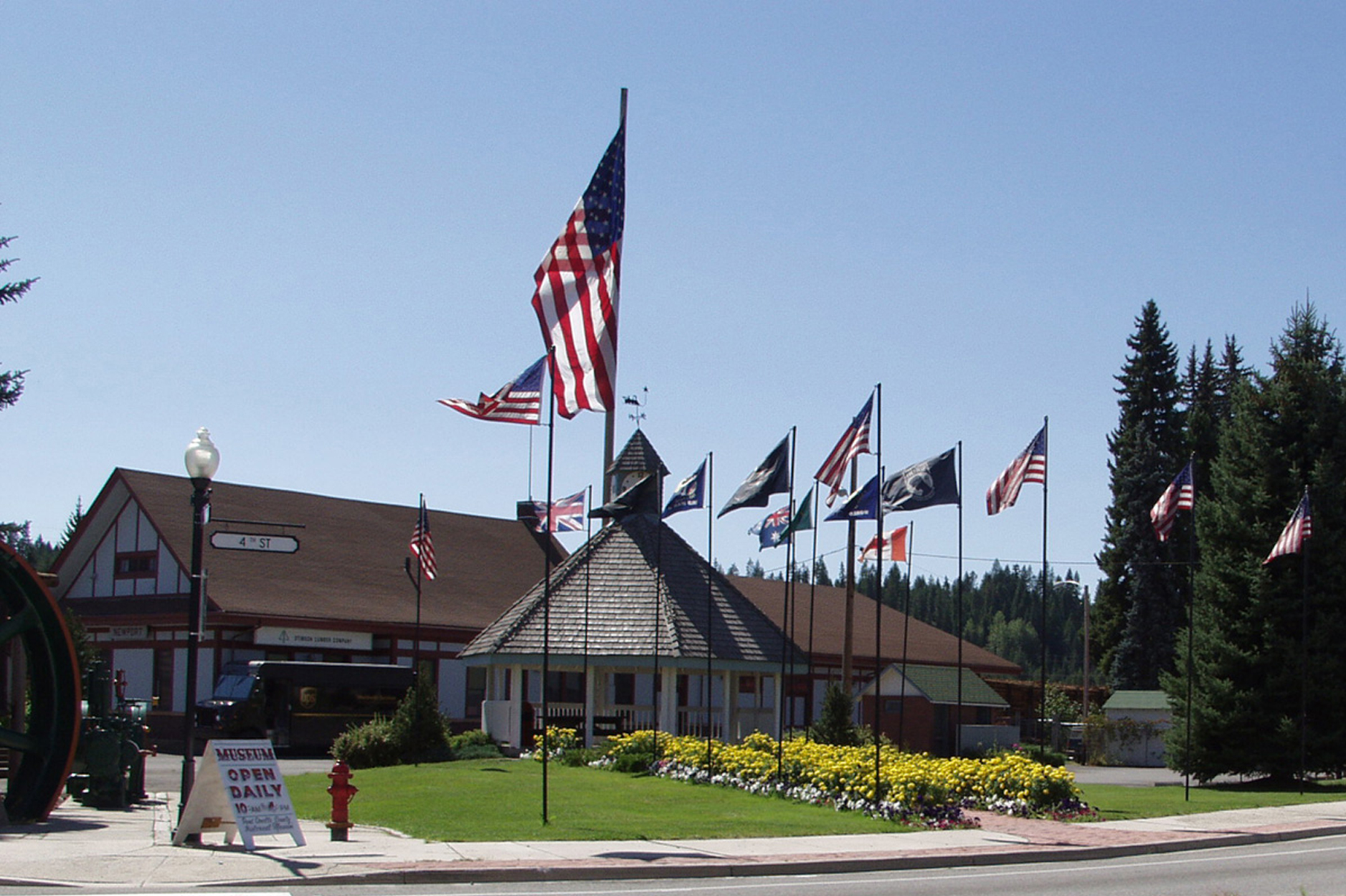
Pend Oreille Museum in Newport

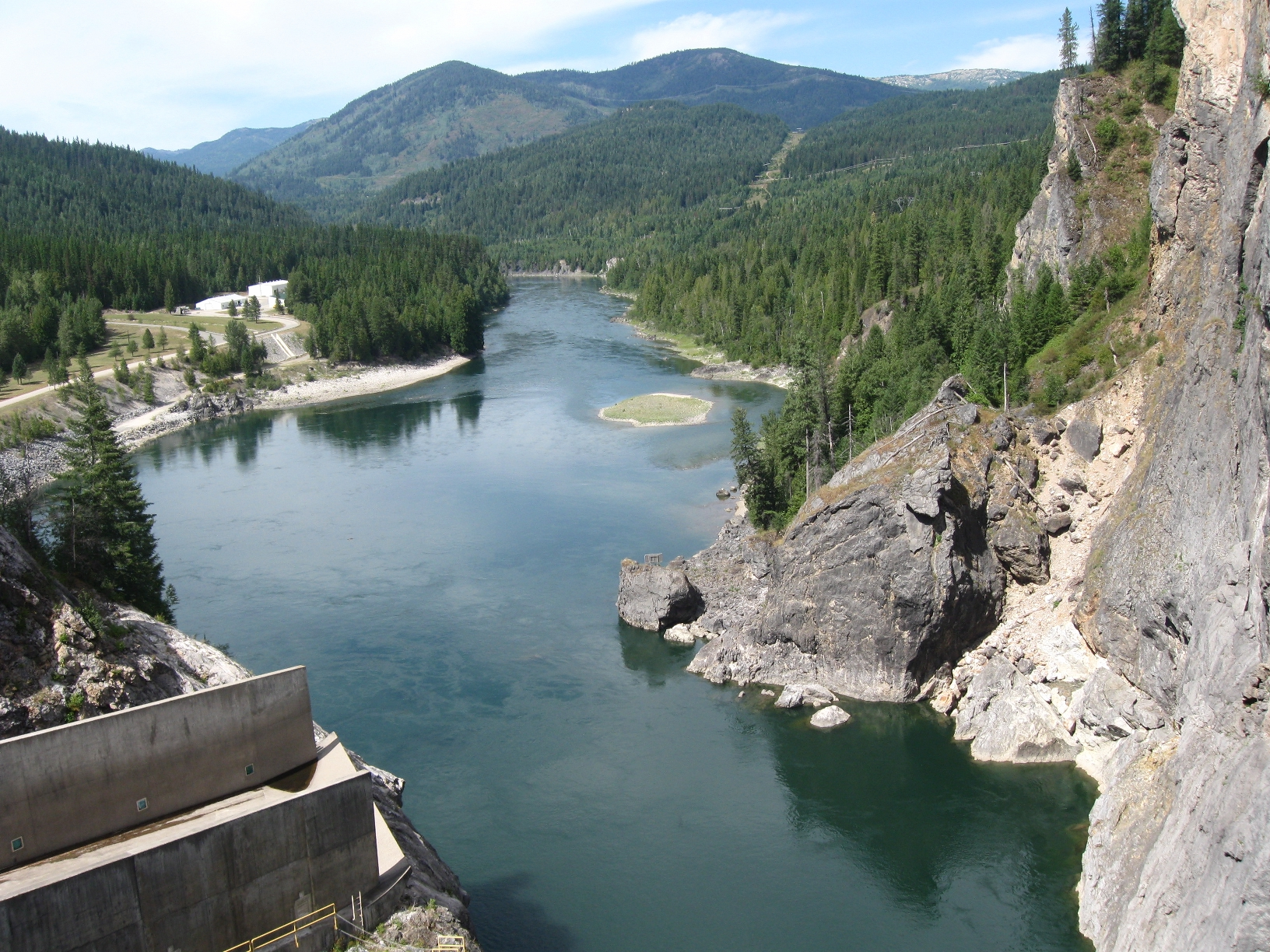
Der Pend Oreille River unterhalb des Boundary Dam

Nach der Volkszählung im Jahr 2000 lebten im County 11.732 Menschen. Es gab 4.639 Haushalte und 3.261 Familien. Die Bevölkerungsdichte betrug 3 Einwohner pro Quadratkilometer. Ethnisch betrachtet setzte sich die Bevölkerung zusammen aus 93,53 % Weißen, 0,14 % Afroamerikanern, 2,88 % amerikanischen Ureinwohnern, 0,63 % Asiaten, 0,20 % Bewohnern aus dem pazifischen Inselraum und 0,57 % aus anderen ethnischen Gruppen; 2,04 % stammten von zwei oder mehr ethnischen Gruppen ab. 2,05 % der Bevölkerung waren spanischer oder lateinamerikanischer Abstammung.
Von den 4.639 Haushalten hatten 29,60 % Kinder und Jugendliche unter 18 Jahre, die bei ihnen lebten. 57,50 % waren verheiratete, zusammenlebende Paare, 8,40 % waren allein erziehende Mütter. 29,70 % waren keine Familien. 25,00 % waren Singlehaushalte und in 10,50 % lebten Menschen im Alter von 65 Jahren oder darüber. Die Durchschnittshaushaltsgröße betrug 2,51 und die durchschnittliche Familiengröße lag bei 2,98 Personen.
Auf das gesamte County bezogen setzte sich die Bevölkerung zusammen aus 26,30 % Einwohnern unter 18 Jahren, 5,50 % zwischen 18 und 24 Jahren, 23,80 % zwischen 25 und 44 Jahren, 29,50 % zwischen 45 und 64 Jahren und 14,90 % waren 65 Jahre alt oder darüber. Das Durchschnittsalter betrug 42 Jahre. Auf 100 weibliche Personen kamen 100,50 männliche Personen, auf 100 Frauen im Alter ab 18 Jahren kamen statistisch 99,60 Männer.
Das jährliche Durchschnittseinkommen eines Haushalts betrug 31.677 USD, das Durchschnittseinkommen der Familien betrug 36.977 USD. Männer hatten ein Durchschnittseinkommen von 36.951 USD, Frauen 20.693 USD. Das Prokopfeinkommen betrug 15.731 USD. 18,10 % der Bevölkerung und 13,60 % der Familien lebten unterhalb der Armutsgrenze. 27,60 % davon waren unter 18 Jahre und 6,40 % waren 65 Jahre oder älter.

## Schutzgebiete und Kulturdenkmale
Nördlich von Metaline liegt der Crawford State Park mit der drittgrößten Kalksteinhöhle des Bundesstaates. Im National Register of Historic Places waren 2019 neun Gebäude, Bauwerke, Anlagen und andere bedeutsame Objekte im County gelistet, darunter der Boundary Dam und die Box Canyon Bridge.